# كريس ليويلين
كريس ليويلين (بالإنجليزية: Chris Llewellyn)‏ هو لاعب كرة قدم بريطاني في مركز الوسط، ولد في 28 أغسطس 1979 في Merthyr Tydfil ‏ في المملكة المتحدة. شارك مع منتخب ويلز تحت 21 سنة لكرة القدم ومنتخب ويلز لكرة القدم. أما مع النوادي، فقد لعب مع غريمسبي تاون ونادي آبريستويث تاون ونادي بريستول روفيرز ونادي ريكسهام ونادي سانت إيلي تاون ونادي نيث ونادي هارتلبول يونايتد ونورويتش سيتي.

## وصلات خارجية
- كريس ليويلين على موقع قاعدة بيانات كرة القدم.إي يو (الإنجليزية)
- كريس ليويلين على موقع Soccerbase.com (لاعب) (الإنجليزية)